# سلحفاة ذات أنف الخنزير
سلحفاة ذات أنف الخنزير (الاسم العلمي: Carettochelys insculpta) وتعرف أيضًا باسم سلحفاة ذات درقة مثقبة أو سلحفاة النهر الطائرة. هي نوع من السلاحف موطنها شمال أستراليا وجنوب غينيا الجديدة.